# Єрофеїв Іван Федорович
Єрофеїв Іван Федорович (26 вересня (8 жовтня) 1882, Андрушівка, Вінницька область — 27 листопада 1953, смт Ворзель) — письменник, історик, літературознавець, етнограф і фольклорист.

## Біографія
Народився в селі Андрушівка (нині село Погребищенського району Вінницької області). Закінчив історико-філологічний факультет Київського університету (1907). Працював на кафедрі історії української культури ВУАН та в Музеї Слобідської України в Харкові, викладав у вузах Харкова й Києва. Брав участь у роботі низки наукових комісій та товариств; активно співпрацював з Українським комітетом охорони пам'ятників культури. Член спілки селянських письменників «Плуг».

## Праці
Автор праць «Українські думи і їх редакції» (1910); «До питання про Кармалюка» (1924); «Перший журналіст на Слобожанщині (В. Г. Маслович)» (1925); «До питання про старі українські міри ваги та грошовий облік» (1927), історичної повісті «Олекса Довбуш» (1945). Один із упорядників збірки документів «Устим Кармалюк» (1948). Досліджував творчість Т. Шевченка, М. Гоголя, Г. Сковороди, П. А. Грабовського, В. Чумака та ін.; питання міжнаціональних літературно-мистецьких зв'язків та шевченкознавства. Опублікував архівні матеріали про афро-американського актора А. Олдріджа, грузинського поета та громадського діяча А. Церетелі. Перу І. Єрофеєва належать праці, в яких розглядається історія театру. Займався перекладацькою діяльністю, зокрема 1928 здійснив переклад поеми К. Треньова «Любов Ярова». В останні роки життя брав активну участь у створенні латинсько-українсько-російського словника медичної термінології, що вийшов 1948 року. Листувався з Максимом Горьким, який цікавився його матеріалами про О. Довбуша та У. Кармалюка.
Помер у смт Ворзель (нині селище міського типу Ірпінської міськради Київської області).